# The Gorilla (pel·lícula de 1939)
The Gorilla és una pel·lícula de comèdia de terror estatunidenca de 1939 dirigida per Allan Dwan i protagonitzada pels germans Ritz, Anita Louise, Lionel Atwill i Bela Lugosi. Es va basar en l' obra homònima de 1925 de Ralph Spence.

## Argument
Quan un home ric és amenaçat per un assassí conegut com El goril·la, contracta els germans Ritz per investigar. Un autèntic goril·la escapat apareix a la mansió just quan arriben els investigadors.

## Repartiment
- Jimmy Ritz com Garrity
- Anita Louise com Norma Denby
- Harry Ritz com Harrigan
- Al Ritz com Mulligan
- Patsy Kelly com Kitty
- Lionel Atwill com Walter Stevens
- Bela Lugosi com Peters
- Joseph Calleia com l'estrany
- Edward Norris com Jack Marsden
- Wally Vernon com a mariner
- Paul Harvey com Conway

## Producció
A l'octubre de 1938, la 20th Century-Fox va comprar els drets de l'obra de teatre de Ralph Spence The Gorilla. Fox volia que la producció de la pel·lícula comencés al gener, que seria quan el germans Ritz acabessin la seva gira. L'estudi volia que Kane Richmond tingués un paper a la pel·lícula, però Richmond va ser substituït per Edward Norris després que Richmond signés per a la pel·lícula Charlie Chan in Reno. Fox va signar a Béla Lugosi per a la pel·lícula com el majordom. Aquest personatge va ser originalment pensat per a Peter Lorre.
La mort del pare dels germans Ritz va provocar que la producció de la pel·lícula al gener es retardés. Fox va presentar una demanda de 150.000 dòlars contra els germans Ritz per incompliment de contracte, ja que es va declarar que la pel·lícula començaria la producció el 30 de gener, però es va aturar quan els germans Ritz no es van presentar ja que eren reticents a aparèixer en una pel·lícula B. Al març, la pel·lícula va començar a rodar-se de nou amb els germans Ritz tornant a la pel·lícula. Es va convertir en l'última pel·lícula feta per a Fox pels germans Ritz.

## Estrena i recepció
The Gorilla es va estrenar el 26 de maig de 1939. Una crítica negativa de la pel·lícula es va escriure a The New York Times afirmant: "Se suposa que tot ha de ser molt divertit o sorprenentment emocionant, depenent de com ho miris. No ho podríem veure de cap manera". Descrivint l'actuació dels germans Ritz a la pel·lícula com "potser la millor apreciada per aquells que troben que les malifetes de The Three Stooges són d'un ordre d'enginy massa alt", el crític Craig Butler va escriure a AllMovie que "un paisatge desvergonyit mastegant de Patsy ". Kelly ... no es pot distreure de la calvície d'algunes de les maquinacions de la trama o del fet que molts dels moments còmics estan enganxats amb poca rima o raó". Escrivint per a Turner Classic Movies, el crític Jeff Stafford va descriure la pel·lícula com "interessant principalment per l'actuació irònica de Lugosi", però que els germans Ritz "sorgeixen com la versió pobre dels germans Marx", i això "L'actuació aguda de Patsy Kelly com a minyona aterrida també pot fer-te dels nervis".